# James Woolley
James Woolley (1966. szeptember 26. – 2016. augusztus 14.) a Nine Inch Nails nevű industrial rock-zenekar egykori billentyűse és szintetizátorosa az 1990-es Hate '90 turnén, valamint az 1994-es Self Destruct turné kezdeti szakaszán. Woolley a Closure című 1997-es Nine Inch Nails kiadványon is feltűnik.
Korábban Jim Marcus és Van Christie zenekarának, a chicagoi Die Warzau-nak a lemezein szerepelt közreműködőként.